# Ancorabolina galeata
Ancorabolina galeata is een eenoogkreeftjessoort uit de familie van de Ancorabolidae. De wetenschappelijke naam van de soort is voor het eerst geldig gepubliceerd in 2010 door Gheerardyn & George.